# Paralelo 6 N
O paralelo 6 N é um paralelo que está 6 graus a norte do plano equatorial da Terra.
Começando no Meridiano de Greenwich na direcção leste, o paralelo 6º Norte passa sucessivamente por:
| País, território ou mar   | Notas |
| ------------------------- | --- |
| Gana                      | |
| Oceano Atlântico          | Enseada do Benim |
| Nigéria                   | |
| Camarões                  | |
| República Centro-Africana | |
| Sudão do Sul              | |
| Etiópia                   | |
| Somália                   | |
| Oceano Índico             | |
| Maldivas                  | |
| Oceano Índico             | |
| Sri Lanka                 | |
| Oceano Índico             | Passa a norte de Samatra, Indonésia |
| Malásia                   | |
| Tailândia                 | |
| Malásia                   | |
| Mar da China Meridional   | |
| Malásia                   | Sabah, Bornéu |
| Mar de Sulu               | |
| Filipinas                 | Arquipélago Sulu, incluindo Jolo |
| Mar de Celebes            | |
| Filipinas                 | Mindanao |
| Oceano Pacífico           | Passa a norte do atol Namoluk, Estados Federados da Micronésia · Passa a norte do atol Ngatik, Estados Federados da Micronésia · Passa a sul do atol Pingelap, Estados Federados da Micronésia |
| Ilhas Marshall            | Atol Jaluit e Atol Mili |
| Oceano Pacífico           | Passa a norte do Atol Palmyra, Ilhas Menores Distantes dos Estados Unidos |
| Colômbia                  | |
| Venezuela                 | |
| Guiana                    | Inclui algum território reclamado pela Venezuela |
| Oceano Atlântico          | Passa no extremo norte do Suriname |
| Libéria                   | |
| Costa do Marfim           | |
| Gana                      | |